# Georg Kuhn (Jurist)
Georg Kuhn (* 17. April 1907 in Frankfurt (Oder); † 2. Februar 1982) war ein promovierter deutscher Jurist und zuletzt als Senatsvorsitzender als Richter am Bundesgerichtshof tätig.

## Werdegang
Georg Kuhns Vater war Kaufmann. Er wurde evangelisch getauft. Georg besuchte das Realgymnasium, das er im Frühjahr 1925 mit dem Abitur abschloss. Kuhn studierte Rechtswissenschaften an der Universität Breslau, der Universität Marburg und der Universität München. Am 26. Juni 1929 legte Kuhn in Breslau das Referendarexamen ab. Sein Referendariat trat er beim Oberlandesgericht Breslau an. 1930 promovierte er an der Universität Breslau. Am 15. Februar 1933 legte Georg Kuhn das Assessorexamen in Berlin ab. Er nahm an dem Examen trotz Nierenentzündung teil, da er als „jüdischer Mischling“ einen Benachteiligung durch die sich abzeichnenden Machtübernahme der Nationalsozialisten fürchtete. Aus demselben Grund strebte er keine Anstellung im Staatsdienst an, sondern beantragte eine Anwaltszulassung. Zwischen 1933 und seiner Einberufung in die Wehrmacht 1944 war Georg Kuhn als Anwalt tätig. Nebenher unterhielt er bis 1941 und juristisches Repetitorium.
Nach Kriegsende kam er mit seiner Familie in Olbersdorf in Oberschlesien unter. Die Familie wurde jedoch vertrieben und verlor alle Habe. Er ging mit Frau und Kindern nach Oldenburg in Niedersachsen. Nach der Freigabe durch die britischen Besatzungsverwaltung wurde er Richter am Oberlandesgericht Oldenburg. Seine Mitgliedschaften in den nationalsozialistischen Vereinigungen Deutsche Arbeitsfront, Nationalsozialistische Volkswohlfahrt, Reichskolonialbund und Reichsluftschutzbund wurden im nicht negativ angerechnet. Auf Vorschlag des Präsidenten des Oberlandesgerichtes wurde Georg Kuhn am 17. Dezember 1947 Richter am Obersten Gerichtshof für die Britische Zone. Nach der Schließung des Obersten Gerichtshofs war seine weitere Karriere zunächst Ungewiss. Am 25. Juni 1951 wurde Georg Kuhn jedoch zum Bundesrichter am Bundesgerichtshof ernannt. Seit dem 1. April 1968 war er Vorsitzender des II. Zivilsenats. Diese Funktion hatte er bis zu seinem Eintritt in den Ruhestand am 31. Mai 1972 inne.

## Veröffentlichungen
- Konkursordnung, begründet von Franz Mentzel, ab 1955 fortgeführt von Kuhn, später von Wilhelm Uhlenbruck
- Die Rechtsprechung des BGH zum Insolvenzrecht, Wertpapier-Mitteilungen Teil IV (WM) 1955, Sonderheft
- Haftungsprobleme bei der GmbH und Co, in: Roderich Glanzmann (Hrsg.): Ehrengabe für Bruno Heusinger, München 1968: C.H. Beck, S. 203–216
- Zur werdenden GmbH und Co KG, in: Robert Fischer, Ernst Gessler (Hrsg.): Strukturen und Entwicklungen im Handels-, Gesellschafts- und Wirtschaftsrecht, Festschrift für Wolfgang Hefermehl, München 1976: C.H. Beck, S. 159–170, ISBN 3-406-06559-7
- Haften die GmbH-Gesellschafter für Gesellschaftsschulden persönlich?, in: Marcus Lutter, Walter Stimpel, Herbert Wiedemann (Hrsg.): Festschrift für Robert Fischer, Berlin 1979: Walter de Gruyter, S. 351–364
- Die Rechtsprechung des BGH zur GmbH, WM 1972, 1142, 1976, 754–768, 1978, 598–611
- Die Rechtsprechung des BGH zur offenen Handelsgesellschaft, WM 1973, 1186, 1977, 126–137
- Die Rechtsprechung des BGH zur Kommanditgesellschaft, WM 1978, 186 ff.
- Die Rechtsprechung des BGH zum Insolvenzrecht, WM 1971, 1038, 1976, 230–243, 1979, 742–756